# Homedale
Homedale és una població dels Estats Units a l'estat d'Idaho. Segons el cens del 2000 tenia 2.528 habitants.

## Demografia
Segons el cens del 2000, Homedale tenia 2.528 habitants, 842 habitatges, i 595 famílies. La densitat de població era de 1.109,2 habitants/km².
Dels 842 habitatges en un 42,3% hi vivien nens de menys de 18 anys, en un 54,3% hi vivien parelles casades, en un 12,4% dones solteres, i en un 29,3% no eren unitats familiars. En el 26,6% dels habitatges hi vivien persones soles el 14,7% de les quals corresponia a persones de 65 anys o més que vivien soles. El nombre mitjà de persones vivint en cada habitatge era de 2,95 i el nombre mitjà de persones que vivien en cada família era de 3,66.
Per edats la població es repartia de la següent manera: un 36% tenia menys de 18 anys, un 8,8% entre 18 i 24, un 25% entre 25 i 44, un 16,2% de 45 a 60 i un 14% 65 anys o més.
L'edat mediana era de 29 anys. Per cada 100 dones de 18 o més anys hi havia 92,7 homes.
La renda mediana per habitatge era de 24.196 $ i la renda mediana per família de 27.500 $. Els homes tenien una renda mediana de 22.740 $ mentre que les dones 19.722 $. La renda per capita de la població era de 10.986 $. Aproximadament el 17,8% de les famílies i el 20,3% de la població estaven per davall del llindar de pobresa.

## Poblacions més properes
El següent diagrama mostra les poblacions més properes.